# Peter Rüchel
Peter Rüchel (* 9. März 1937 in Berlin; † 20. Februar 2019 in Leverkusen) war ein deutscher Musikjournalist und Begründer der WDR-Sendung Rockpalast, die von 1977 bis 1986 unter dem Namen Rockpalast Nacht 17 Konzerte von nationalen und internationalen Bands und Solo-Künstlern produzierte und als Direktübertragung im deutschen Fernsehen übertrug.

## Leben
Rüchel wurde 1937 in Berlin als Sohn eines Geigers (der Vater war vor dem Krieg Leiter des Rüchel-Quartetts) und einer Lehrerin geboren. Er wuchs in West-Berlin auf und besuchte ein humanistisches Gymnasium mit Latein, Griechisch, klassischer Musik, Literatur und Theater.
Als 16-Jähriger ging er als Austauschschüler für ein Jahr nach Minneapolis in Minnesota.
Nach dem Abitur studierte er Germanistik und Philosophie. 1968 bewarb er sich beim Sender Freies Berlin. Bis 1970 arbeitete Rüchel dort beim Programm SF Beat mit. Wenig später wurde der junge Redakteur vom ZDF entdeckt. 1970 holten ihn die Mainzer für ihr erstes echtes Jugendprogramm Direkt. 1974 traf Peter Rüchel bei einer Fernsehpreis-Verleihung für Direkt Hans-Geert Falkenberg, den damaligen Leiter der WDR-Abteilung Kultur. Kurze Zeit später übernahm Rüchel die Position des neuen Leiters des WDR-Jugendprogramms. In Köln traf Peter Rüchel auf einen Studenten der Filmhochschule München, Christian Wagner, mit dem er in der Folgezeit zusammenarbeitete und der ihn mit der Welt der Rockmusik vertraut machte.
Wagner und Rüchel erfanden den Rockpalast. Schon 1975 strahlte der WDR 13 Konzertmitschnitte aus.
Anfang 1976 startete beim WDR ein wöchentliches, halbstündiges Jugendprogramm. Einmal im Monat gab es darin unter dem Titel Rockpalast auch Live-Musik. Im Rahmen dieser Sendungen wurden Rüchel und Wagner schon früh auf spätere Weltstars aufmerksam. Etwa U2, die am 4. November 1981 ihr Rockpalast-Debüt im Berliner Metropol vor 350 Zuhörern gaben, Tom Petty (14. Juni 1977), Meat Loaf und Mink DeVille (beide im Juni 1978), Dire Straits (Februar 1979) oder R.E.M., die 1985 in der Zeche Bochum vor 280 zahlenden Zuschauern auftraten.
Schnell wurde der Rockpalast zum Geheimtipp in der Szene. Zur Präsentation des Rockpalastes holte Rüchel bald Alan Bangs und Albrecht Metzger.
Am 23. Juli 1977 stieg dann in der Essener Grugahalle jene legendäre erste Rockpalast Nacht mit Roger McGuinn’s Thunderbyrd, Rory Gallagher und Little Feat. Seitdem fanden jährlich zwei Rocknächte statt, die synchron im Radio in HiFi-Qualität übertragen wurden. Trotz ihres Kultstatus wurden die Konzerte allerdings nie zum Quotenbringer. Selbst spektakuläre Rocknächte wie 1981 mit The Who oder 1976 ein Konzertmitschnitt der Rolling Stones in Paris brachten es auf gerade fünf Prozent Sehbeteiligung. Das desaströse Ergebnis der Rocknacht vom 19. Oktober 1985, als The Armoury Show, Squeeze, Rodgau Monotones und Ruben Blades gerade mal 3.000 Zuschauer in die Grugahalle lockten (Rüchel: „Mein deprimierendster Moment!“), besiegelte das Ende der Sendung – der Rockpalast wurde 1986 eingestellt.
Erst 1995 kam der Rockpalast wieder zurück ins Programm. Man suchte nach Möglichkeiten, die Nachtstunden preiswert zu überbrücken, also wurden Konzerte aus dem Rockpalast-Archiv ausgestrahlt. Nach überwältigenden Zuschauerreaktionen begann Rüchel behutsam, wieder eigene Produktionen auf die Beine zu stellen. Das erste Loreley-Festival war zwar 1995 noch ein Flop, aber bereits im Folgejahr war das Festival unter anderem mit David Bowie, Pulp und Iggy Pop ein voller Erfolg. Seitdem gehörten die jährlichen Loreley- und Bizarre-Festivals zu verlässlichen Fixpunkten im Programm. Gleiches galt für die Rocknächte in der Düsseldorfer Philipshalle.
Mit einigen Größen der Szene hat Rüchel über die Jahre Freundschaft geschlossen, wie zum Beispiel mit Pete Townshend, den er zum ersten Mal 1981 in London traf, sowie mit Little Steven.
Im Jahr 2003 verabschiedete sich Peter Rüchel auf dem Rock-am-Ring-Festival aus dem aktiven Bereich der Sendung, blieb aber dem Rockpalast weiterhin als Berater und Editor der Rockpalast-DVD-Serie treu.
In den letzten Jahren lebte der gebürtige Berliner mit seiner Familie im Leverkusener Stadtteil Wiesdorf. Peter Rüchel starb nach schwerer Krankheit im Alter von 81 Jahren. und wurde am 12. März 2019 auf dem Friedhof der St. Annen-Kirche in Berlin-Dahlem beigesetzt.

## Würdigung
„Peter Rüchel hat ab der zweiten Hälfte der 70er Jahre mit dem Rockpalast das vollendet, was Mike Leckebusch in der kurzen Blütezeit des Beat Club 1969 bis 1972 auf den Weg gebracht hatte und aus kommerziellem Druck nicht weiterführen durfte. Zusammen mit seinem kongenialen Regisseur Christian Wagner etablierte der Redakteur Rüchel beim WDR eine weltweit geachtete Fernsehform, um Rockmusik live gespielt mit diesem Medium auszusöhnen. Über viele Jahre war es die erfolgreichste Sendung Europas, wenn es darum ging, Rock hautnah, unzensiert und handgemacht zu einem für Millionen unvergesslichen TV-Erlebnis werden zu lassen. Ich bin froh und fühle mich geehrt, daran Teil gehabt zu haben. Peter Rüchel ist einer der großen Erzieher meiner Generation.“

## Veröffentlichungen
- als Hrsg.: Rockpalast – Peter Rüchels Erinnerungen. Mit Fotos von Manfred Becker. Edel, Hamburg 2009, ISBN 978-3-941376-06-9
- Das Rockpalast-Buch – Die ersten 7 Jahre. Geschichten von Peter Rüchel und Christian Wagner, Fotos von Manfred Becker, Hamburg 1982, ISBN 978-3-923207-05-3[3]
- WDR Geschichte(n) – Eine Zeitreise in 14 Interviews: Peter Rüchel. Ein Film von Klaus Michael Heinz. WDR Fernsehen, 13. Oktober 2018, 60 Minuten, WDR Mediathek unbefristet

## Varia
- Im September 2019 erschien Leonardo Colombatis Buch Bruce Springsteen – Like a Killer in the Sun als deutsche Erstausgabe, für das Heinz Rudolf Kunze die 101 enthaltenen Springsteen-Liedtexte ins Deutsche übertragen hat.[4] Kunze widmete diese Übertragungen seinem verstorbenen Freund Peter Rüchel, WDR-Redakteur sowie Erfinder und Macher des Rockpalast: „Er war der erste, der mich vor Jahrzehnten auf Springsteen aufmerksam gemacht hat, und einer der wichtigsten Lehrer meines Lebens“.[5]